# Connector modular
Un connector modular és un dispositiu electromecànic usat per a unir terminacions elèctriques i crear un circuit elèctric. Possiblement el connector modular més conegut és el que termina els cables d'un telèfon o d'una xarxa local Ethernet. Originàriament van ser creat els registered jacks per l'organització Federal Communications Commission (FCC) el 1976. Llavors es va crear la normativa TIA/EIA-568 com a connectors modulars en cablejats de dades.

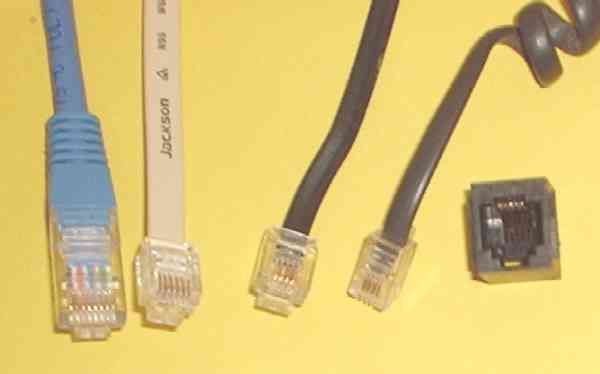
Fig.1 Exemples de connectors modulars

## Tipus de connectors modulars

### 4P4C
- 4 vies amb 4 cables connectats

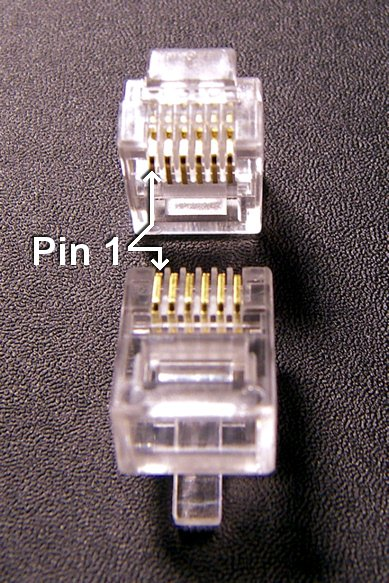
Fig.1 Connector 4P4C

- Fig.1 Connector 4P4Cs'empra en aparells telefònics analògics. S'anomenen RJ9, RJ10 o RJ22

### 6P6C
- 6 vies amb 6 cables connectats
- S'anomenen RJ11, RJ14 i RJ25.

| Posició | Parell | T/R | ± | RJ11 | RJ14 | RJ25 | Colors del parell trenat | Colors antics | Colors Alemanya | Colors Austràlia |
| ------- | ------ | --- | - | ---- | ---- | ---- | ------------------------ | ------------- | --------------- | ---------------- |
| 1       | 3      | T   | + |      |      | T3   | blanc/verd               | blanc         | rosa            | taronja          |
| 2       | 2      | T   | + |      | T2   | T2   | blanc/taronja            | negre         | verd            | vermell          |
| 3       | 1      | R   | − | R1   | R1   | R1   | blau                     | vermell       | blanc           | blau             |
| 4       | 1      | T   | + | T1   | T1   | T1   | blanc/blau               | verd          | marró           | blanc            |
| 5       | 2      | R   | − |      | R2   | R2   | taronja                  | groc          | groc            | negre            |
| 6       | 3      | R   | − |      |      | R3   | verd                     | blau          | gris            | verd             |

### 8P8C
- 8 vies amb 8 cables connectats
- S'empren en xarxes locals Ethernet. S'anomenen RJ45 i RJ45S.

| Número | Parell T568A | Parell T568B | Nom 10/100BASE-T | Nom 1G/10GBASE-T | Fil  | Color T568A           | Color T568B           |
| ------ | ------------ | ------------ | ---------------- | ---------------- | ---- | --------------------- | --------------------- |
| 1      | 3            | 2            | DA+              | DA+              | tip  | blanc/verd ratllat    | blanc/taronja ratllat |
| 2      | 3            | 2            | DA−              | DA−              | ring | verd                  | taronja               |
| 3      | 2            | 3            | DB+              | DB+              | tip  | blanc/taronja ratllat | blanc/verd ratllat    |
| 4      | 1            | 1            | NC               | DC+              | ring | blau                  | blau                  |
| 5      | 1            | 1            | NC               | DC−              | tip  | blanc/blau ratllat    | blanc/blau ratllat    |
| 6      | 2            | 3            | DB−              | DB−              | ring | taronja               | verd                  |
| 7      | 4            | 4            | NC               | DD+              | tip  | blanc/marró ratllat   | blanc/marró ratllat   |
| 8      | 4            | 4            | NC               | DD−              | ring | marró                 | marró                 |